# Star Wars: Episode III – Revenge of the Sith (саундтрек)
Зоряні війни. Епізод ІІІ: Помста ситхів (саундтрек) (англ. Star Wars Episode III: Revenge of the Sith Soundtrack) — музичний альбом Джона Вільямса до фільму «Зоряні війни. Епізод III. Помста ситхів», який вийшов 3 травня 2005 року.
Джон Вільямс написав усі шість альбомів до Зоряних війн. Це був саундтрек до останнього фільму саги, знятого Джорджем Лукасом.
Альбом містить 15 композицій, а також додаткові матеріали. До них входить DVD-бонус Зоряні війни:Музична подорож. Бонус складається з 16 музичних відеокліпів, які, у свою чергу, є фрагментами з 6 фільмів Зоряних війн.

## Композиції
1. Star Wars and the Revenge of the Sith — 7:31
2. Anakin's Dream — 4:46
3. Battle of the Heroes — 3:42
4. Anakin's Betrayal — 4:03
5. General Grievous — 4:07
6. Palpatine's Teachings — 5:25
7. Grievous and the Droids — 3:27
8. Padmé's Ruminations — 3:16
9. Anakin vs. Obi-Wan — 3:57
10. Anakin's Dark Deeds — 4:05
11. Enter Lord Vader — 4:14
12. The Immolation Scene — 2:41
13. Grievous Speaks to Lord Sidious — 2:49
14. The Birth of the Twins and Padmé's Destiny — 3:37
15. A New Hope and End Credits — 13:05

## Зоряні війни: Музична подорож
| №  | Назва композиції               | Фільм                                                    |
| -- | ------------------------------ | -------------------------------------------------------- |
| 1  | A Long Time Ago                | З усіх фільмів                                           |
| 2  | Dark Forces Conspire           | Зоряні війни. Епізод I. Прихована загроза                |
| 3  | A Hero Rises                   | Зоряні війни. Епізод I. Прихована загроза                |
| 4  | A Fateful Love                 | Зоряні війни. Епізод II. Атака клонів                    |
| 5  | A Hero Falls                   | Зоряні війни. Епізод III. Помста ситхів                  |
| 6  | An Empire is Forged            | Зоряні війни. Епізод V. Імперія завдає удару у відповідь |
| 7  | A Planet that is Farthest From | Зоряні війни. Епізод IV. Нова надія                      |
| 8  | An Unlikely Alliance           | Зоряні війни. Епізод IV. Нова надія                      |
| 9  | A Defender Emerges             | Зоряні війни. Епізод IV. Нова надія                      |
| 10 | A Daring Rescue                | Зоряні війни. Епізод IV. Нова надія                      |
| 11 | A Jedi is Trained              | Зоряні війни. Епізод V. Імперія завдає удару у відповідь |
| 12 | A Narrow Escape                | Зоряні війни. Епізод V. Імперія завдає удару у відповідь |
| 13 | A Bond Unbroken                | Зоряні війни. Епізод VI. Повернення джедая               |
| 14 | A Sanctuary Moon               | Зоряні війни. Епізод VI. Повернення джедая               |
| 15 | A Life Redeemed                | Зоряні війни. Епізод VI. Повернення джедая               |
| 16 | A New Day Dawns                | Зоряні війни. Епізод IV. Нова надія                      |